# Мондові
Мондові́ (італ. Mondovì, п'єм. Ël Mondvì) — муніципалітет в Італії, у регіоні П'ємонт,  провінція Кунео.
Мондові розташоване на відстані близько 470 км на північний захід від Рима, 80 км на південь від Турина, 22 км на схід від Кунео.
Населення — 22 672 особи (2014).
Щорічний фестиваль відбувається 30 жовтня - 8 вересня festa della Natività Maria al Santuario Vicoforte. Покровитель — San Donato.

## Демографія
Населення за роками:

Станом на 1 січня 2023 року в муніципалітеті офіційно проживали 3023 іноземці з 74 країн, серед них 756 громадян країн Євросоюзу та 31 громадянин України.

## Сусідні муніципалітети
- Бастія-Мондові
- Бріалья
- Карру
- Чильє
- Мальяно-Альпі
- Маргарита
- Монастеро-ді-Васко
- Мороццо
- Нієлла-Танаро
- П'янфеї
- Рокка-де'-Бальді
- Вікофорте
- Вілланова-Мондові